# جيريمياه هيس بار
جيريمياه هيس بار (1876-1955)، جامع لطوابع البريد من بنسلفانيا.
كان بار جامعًا نشطًا، كتب بإسهاب عن اهتماماته بالجمع. كان دارسًا بارزًا لإصدارات الأوراق النقدية الأمريكية. ومولعًا بشكل خاص بجمع إصدار "بار بيني ديسباتش" المحلي، وعنده مجموعات أخرى كتب عنها، بما في ذلك إدارة الإيرادات الأمريكية، وجزر البحر الأيوني، ولومباردي-فينيسيا.
كان جد بار هو إلياس بار، الذي أسس عام 1855 شركة "بار بيني ديسباتش" في لانكستر، بنسلفانيا. ونظرًا للعلاقة الوثيقة بين طابعي "بارز بيني ديسباتش" (سكوت 8L1 و8L2) وجده، اهتم بار بشكل خاص بجمع طوابع بريد لانكستر المحلية هذه.

## نشاطهُ في مجال هواية جمع الطوابع
كتب عمودًا للطوابع لمدة ست سنوات في صحيفة "ريدينغ (بنسلفانيا) صنداي إيجل". كان أحد منظمي ومؤسسي المؤتمر الأمريكي لهواة جمع الطوابع، وشغل منصبي رئيسه ومحرره في فترات مختلفة.

## التكريم
تم إنشاء جائزة جيري هيس بار لأفضل عرض في منتدى كتاب الجمعية الأمريكية لهواة جمع الطوابع السنوي من قبل مؤتمر هواة جمع الطوابع الأمريكي تكريمًا له.

## الأوسمة والجوائز
تم تسمية (جيريميا هيس بار) في قاعة المشاهير للجمعية الأمريكية لهواة جمع الطوابع في عام 1955.